# 拉吉哈爾車站
拉吉哈爾車站（阿姆哈拉語: ቦታ አዲስ አበባ，Bota Ādīsi Ābebā），又稱阿的斯阿貝巴車站，是位於衣索比亞首都阿迪斯阿貝巴的一座铁路车站。啟用於1929年，為衣索－吉布提鐵路的起始站，可連接阿的斯阿貝巴與吉布提港。其站前廣場有一座猶大之獅紀念碑。
2018年1月1日，隨中國興建的亞吉鐵路正式投入商業運營，阿的斯阿貝巴的鐵路客運移至近郊的拉布车站

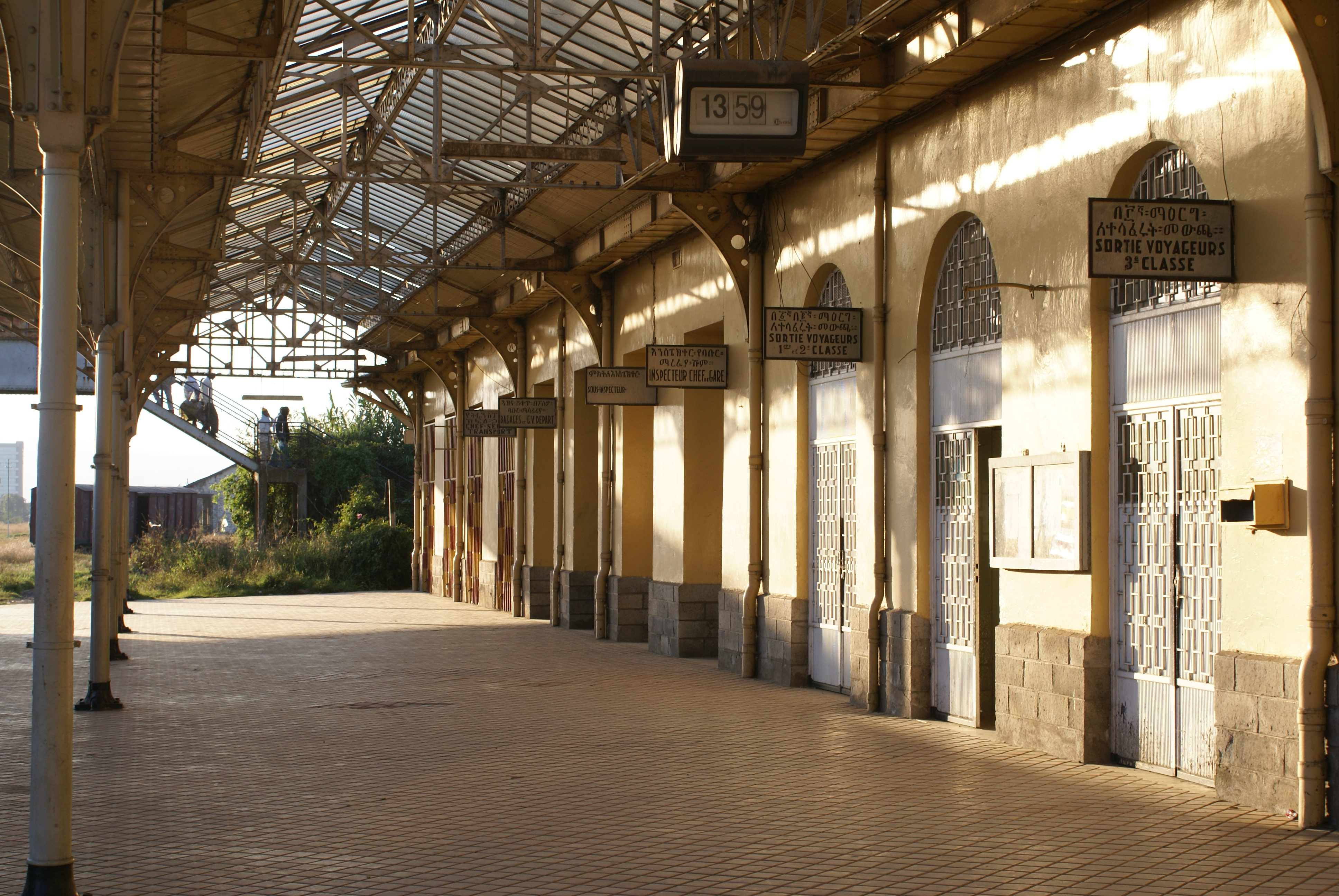
月台
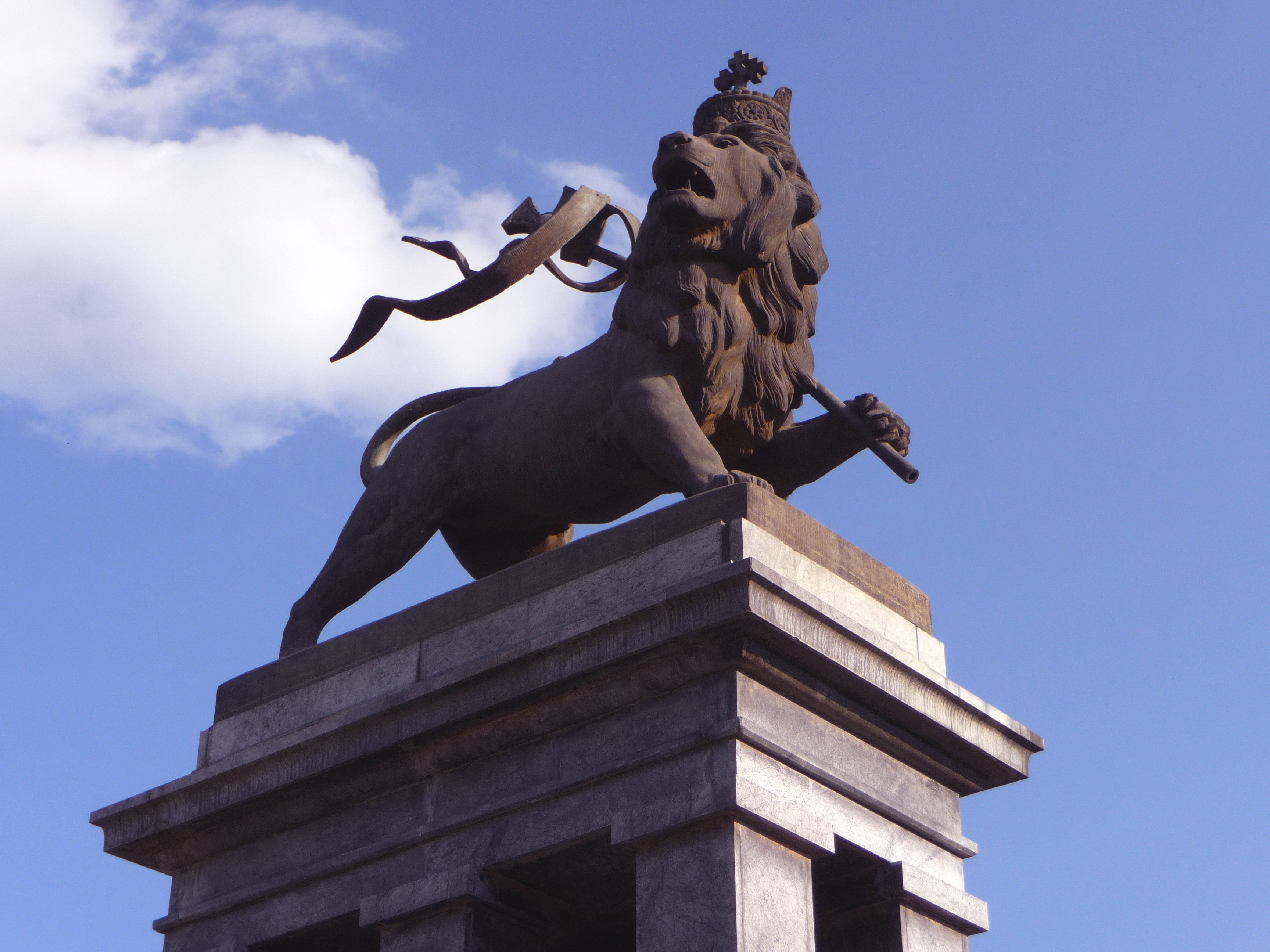
站前廣場的猶大之獅紀念碑